# Cladonia conspicua
Cladonia conspicua är en lavart som först beskrevs av Ahti, och fick sitt nu gällande namn av Ahti. Cladonia conspicua ingår i släktet Cladonia, och familjen Cladoniaceae. Arten är reproducerande i Sverige.